# Christophe Penot
Christophe Penot, né à Paris en septembre 1955, est un diplomate français. 

## Enfance et études
Né à Paris, Christophe Penot passe son enfance à Blois. Il fait ses études à l'université d'Aix-Marseille, où il étudie l'anglais et le chinois. Il passe le concours d'orient du Quai d’Orsay en 1983, où il est admis. 

## Carrière au Ministère des affaires étrangères
Entré au ministère des Affaires étrangères en 1983, Christophe Penot est nommé Deuxième secrétaire à l'ambassade de France à Hanoi. Appelé au protocole de la Présidence de la République, il reste à cette fonction de 1988 à 1991, avant d'être détaché auprès du Foreign and Commonwealth Office à Londres.
De 1996 à 2000, il est conseiller politique à l'ambassade de France au Royaume-Uni, puis, de 2000 à 2003, est détaché auprès de la Préfecture de la région Rhône-Alpes comme conseiller pour la coopération internationale auprès du préfet de région, Lyon. Premier conseiller à l'ambassade de France au Canada puis à l'ambassade de France au Japon, il est nommé en 2014 ambassadeur de France en Malaisie. Il quitte ce poste en 2017 pour devenir ambassadeur de France en Australie. En octobre 2020, il est nommé « ambassadeur chargé de l’Indo-Pacifique »,. Cette nomination s'inscrit dans la redéfinition géopolitique en cours dans laquelle la France ambitionne de faire entendre sa voix. 

## Distinctions
En 2005, il est fait chevalier de l'Ordre national du Mérite, puis, en 2012, il est fait chevalier de la Légion d'honneur.